# Elateroides flabellicornis
Elateroides flabellicornis is een keversoort uit de familie Lymexylidae. De wetenschappelijke naam van de soort is voor het eerst geldig gepubliceerd in 1791 door Schneider.